# Rukkirahu
Rukkirahu (en español, literalmente: Banco de centeno) es una pequeña isla deshabitada en el Mar Báltico perteneciente a Estonia.
Rukkirahu se encuentra frente a la costa occidental de Estonia, separado por el Estrecho Väinameri. Situada al oeste de la aldea de Rohuküla, cerca de la ciudad de Haapsalu. La isla pertenece administrativamente al municipio de Ridala en el Condado de Lääne.
A partir de 1860, un faro ha estado en uso en la isla, especialmente importante en el mar entre Heltermaa en la isla de Hiiumaa y Rohuküla en Estonia continental. El actual faro data de 1940 y la luz es visible en la noche a 5 o 6 millas náuticas .